# آکادمی دولتی نیروی دریایی آذربایجان
آکادمی دولتی نیروی دریایی آذربایجان (آذربایجانی: Azərbaycan Dövlət Dəniz Akademiyası) یک دانشگاه دولتی در زمینه تعلیم و تربیت افسران نیروی دریایی جمهوری آذربایجان در سال ۱۹۹۶ میلادی در شهرستان آب‌شوران ناحیه باکو تأسیس شده‌است.
رشته‌ها به تفکیک دانشکده‌ها
|   | "دانشکده مهندسی دریایی و ناوبری"  |
| - | --------------------------------- |
| ۱ | مهندسی ناوبری دریایی              |
| ۲ | مهندسی تجهیزات انرژی کشتی         |
| ۳ | مهندسی برق                        |
| ۴ | مهندسی تعمیر صنایع کشتی‌سازی       |
|   | "دانشکده مدیریت حمل و نقل دریایی" |
| ۱ | مهندسی فرایند اتوماسیون           |
| ۲ | مدیریت و حمل و نقل مهندسی         |
| ۳ | خدمات حمل و نقل                   |
| ۴ | مهندسی ساخت حمل و نقل کشتی        |
| ۵ | مدریت دریایی                      |
| ۶ | مهندسی الکترونیک و مخابرات دریایی |